# Biedesheim
Biedesheim település Németországban, Rajna-vidék-Pfalz tartományban. Lakosainak száma 626 fő (2023. december 31.).

## Népesség
A település népességének változása:
| Lakosok száma | 553  | 612  | 609  | 606  | 638  | 626  |
|               | 1975 | 2017 | 2019 | 2021 | 2022 | 2023 |